# Вальехо, Мелани
Мелани Вальехо (род. 27 октября 1979; Австралия) — австралийская актриса. Наиболее известная по роли Мэдисон Рокка, голубого рейнджера в телесериале «Могучие Рейнджеры: Мистическая сила».

## Биография
Мелани Вальехо родилась 27 октября 1979 года в Австралии.
Окончила школу в Норвуд-Мориальте и университет Флиндерса в Южной Австралии. Известна прежде всего по роли Мэдисон Рокка — Синего мистического рейнджера в телесериале «Могучие Рейнджеры: Мистическая сила». Её героиня Мэдисон (или просто Мэдди), в отличие от других четверых рейнджеров, в интеллектуальном плане всесторонне развитая, но по натуре застенчивая девушка и предпочитает не находиться в центре внимания.

## Сценография
- «Морф» (2004)
- «Миф, пропаганда и бедствия в нацистской Германии и современной Америке» (2003)
- «Гослинг» (2003)
- «Возвращение» (2002—2003)
- «Мемориальный музей» (2001)
- «Сядь на мой забор» (2001)

## Фильмография
- 2005 — Все святые (сериал) — Лайника Форбс
- 2006 — Могучие рейнджеры: Мистическая сила — Мэдисон Рокка — Синий мистический рейнджер
- 2008 — Вымирающая порода — Ребекка
- 2018 — Апгрейд — Аша

## Признание и награды
- Мелани Вальехо появилась на публике в 2007 году как одна из приглашённых звёзд на Power Morphicon.